# Max Steller
Max Steller (* 29. Februar 1944 in Breslau) ist ein deutscher Rechtspsychologe.

## Wirken
Steller war von 1988 bis zu seiner Emeritierung 2009 Professor für Forensische Psychologie am Institut für Forensische Psychiatrie der FU Berlin. Schwerpunkt seiner Arbeit ist die Glaubhaftigkeitsbegutachtung vor Gericht. In den Wormser Prozessen führten Glaubhaftigkeitsgutachten Stellers 1996/1997 zum Freispruch aller Angeklagten vom Vorwurf des massenhaften Kindesmissbrauchs. Im Jahre 2000 erhielt er zusammen mit Klaus Fiedler den Deutschen Psychologie-Preis. Steller ist inzwischen emeritiert.

## Beitrag zur Wende in Gerichtspraxis seit 1999
Anlässlich eines Revisionsverfahrens legte der 1. Strafsenat des Bundesgerichtshofs (BGH) unter Leitung von Gerhard Schäfer in einer Grundsatzentscheidung erstmals fest, dass Gutachten zur Glaubhaftigkeit von Aussagen strengen methodischen Kriterien nach aktuellem wissenschaftlichen Stand zu entsprechen haben und im Einzelnen nachvollziehbar und transparent zu sein haben. Die wissenschaftliche Grundlage dieser Festlegung gründete der BGH auf eigens hierzu eingeholte Expertisen von Max Steller und Renate Volbert (beide Berlin) sowie Klaus Fiedler und Jeannette Schmid (beide Heidelberg). Der bis dahin weit verbreiteten Praxis eklektischer und intuitiver Gutachten zur Glaubhaftigkeit von Aussagen wurde mit dieser Grundsatzentscheidung  eine entschiedene Absage erteilt, was die Qualität der Rechtspflege in dieser Frage seitdem spürbar verbessert hat.

## Werke
- Sozialtherapie statt Strafvollzug - Psychologische Probleme der Behandlung von Delinquenten. Köln: Kiepenheuer & Witsch. 1977.
- Psychophysiologische Aussagebeurteilung - Wissenschaftliche Grundlagen und Anwendungsmöglichkeiten der „Lügendetektion“. Göttingen: Hogrefe. 1987.
- Handbuch der Rechtspsychologie. Hrsg. gemeinsam mit Renate Volbert, Göttingen: Hogrefe. 2008
- Zusammen mit Volbert, R & Galow, A: Das Glaubhaftigkeitsgutachten. In: H.-L. Kröber, D. Dölling, N. Leygraf, H. Saß. Handbuch der forensischen Psychiatrie. Band 2: Psychopathologische Grundlagen und Praxis der forensischen Psychiatrie im Strafrecht. Springer-Verlag, Berlin 2010, ISBN 978-3-7985-1745-5, S. 623–689.
- Nichts als die Wahrheit? Warum jeder unschuldig verurteilt werden kann. Heyne Verlag, München 2015, ISBN 978-3-641-11410-7, Vorschau Google Books